# Mario Latilla
Mario Giuseppe Latilla (Andria, 3 marzo 1896 – Roma, 19 ottobre 1970) è stato un cantante, chitarrista e direttore d'orchestra italiano.

## Biografia
Dopo aver ottenuto il congedo alla fine della prima guerra mondiale, intraprese la carriera di tenore leggero, incontrando non poche difficoltà dovute alla moda del periodo, che proibiva agli artisti di presentarsi in pubblico con gli occhiali. Di fronte a queste difficoltà, decise, in un primo momento, di tornare alla sua professione di avvocato.
Nel 1922 portò per la prima volta sul palcoscenico l'intera orchestra, che sino ad allora usava suonare "in buca", e nel 1925, dopo essere passato definitivamente al mondo dello spettacolo, iniziò a girare l'Italia con una compagnia di avanspettacolo, riuscendo, nel 1929, a realizzare un'orchestra di ben dieci elementi.
Nel 1930 divenne capocomico e, dopo varie tournée in Italia, iniziò un'attività regolare e continuativa con il teatro di fantasia del maestro Dino Lugetti.
Nel 1939 divenne il promotore dei Carri di Tespi, che agivano per le truppe nelle retrovie, realizzando spettacoli generalmente costituiti da un primo tempo con se stesso e la propria compagnia e da un secondo recitato da Eduardo, Peppino e Titina De Filippo.
Alla fine della seconda guerra mondiale si dedicò al management, lanciando nel mondo dello spettacolo il figlio Gino. Si deve a Mario Latilla anche il lancio di personaggi come Virgilio Riento, I fratelli De Rege, Pietro De Vico e il giovane chitarrista Cosimo Di Ceglie, che fece esordire nell'orchestra che lo accompagnava.
Incise per le etichette Homocord, Odeon e Columbia diverse centinaia di canzoni, molte delle quali tratte dal repertorio napoletano. Tra le sue esecuzioni, si ricordano: Violino tzigano, Tango della gelosia e La sagra di Giarabub.
Il 27 settembre 1960, affetto da una grave forma di diabete e ridotto in miseria e solitudine in una camera d'affitto all'estrema periferia di Roma, citò in giudizio la moglie Luisa Petruzzi, dalla quale si era separato due anni prima, e il figlio Gino, accusandolo di non mandargli denaro da sei mesi. Morì la mattina del 19 ottobre 1970 in una clinica romana, dove era stato ricoverato per un attacco di trombosi cerebrale, a 74 anni.

## Discografia parziale

### 78 giri
- 1930 - Tango del vento/Campane (Odeon, O 10820)
- 1930 - Cielo d'Hawai/John (Odeon, O 10827)
- 1932 - Rondine/Mammola (Odeon, O 12052)
- 1932 - Rotaie/Valzer del sole (Odeon, O 12064)
- 1939 - Chitarra spagnola/La leggenda del Piave (Columbia)